# Зона сумрака
Зона сумрака (енгл. The Twilight Zone) америчка је медијска франшиза заснована на антологијској телевизијској серији чији је творац Род Серлинг. Епизоде су неколико жанрова, као што су фантастика, научна фантастика и хорор, често завршаване језом или неочекиваним преокретом и наравоученијем. Популарна и критички успешна, увела је многе Американце у заједничке научне фантастике и фантазијске тропе. Оригинална серија, цела снимљена као црно бела, емитовала се на мрежи Си-Би-Ес од 1959. фо 1964. године.